# Noriyuki Haga
Noriyuki Haga (芳賀 紀行?, Haga Noriyuki; Nagoya, 2 marzo 1975) è un pilota motociclistico giapponese, ritiratosi dall'attività agonistica.
Anche suo fratello, Kensuke Haga, ha corso come pilota professionista.

## Carriera
La prima volta che Haga si presenta ai riflettori mondiali è nel 1994, dove con una Ducati 888  del Team Foundation, storica scuderia Ducati Giapponese, parte in seconda fila nel gran premio del Giappone a Sugo del campionato mondiale Superbike e si classifica dodicesimo in gara 2.
Come tutti i piloti giapponesi fa la gavetta nel suo paese nei campionati 250 e Superbike. Nel 1996 insieme a Colin Edwards vince la 8 ore di Suzuka. L'anno successivo è primo anche nel campionato giapponese Superbike e partecipa alle ultime due prove del mondiale Superbike, dove ottiene una vittoria e dei piazzamenti a podio.
Il 1998, nella sua prima stagione da pilota titolare in una competizione mondiale, vince le prime 3 gare su 4 disputate, restando in testa alla classifica mondiale per alcune settimane, alla fine conclude sesto con 258 punti. Nello stesso anno corre come wild card nel gran premio dal Giappone della classe 500 arrivando terzo.
Nel 1999 la Yamaha fa debuttare nel mondiale Superbike la YZF R7 in sostituzione della YZF750. Haga è compagno di squadra di Vittoriano Guareschi ma l'anno è avaro di risultati.

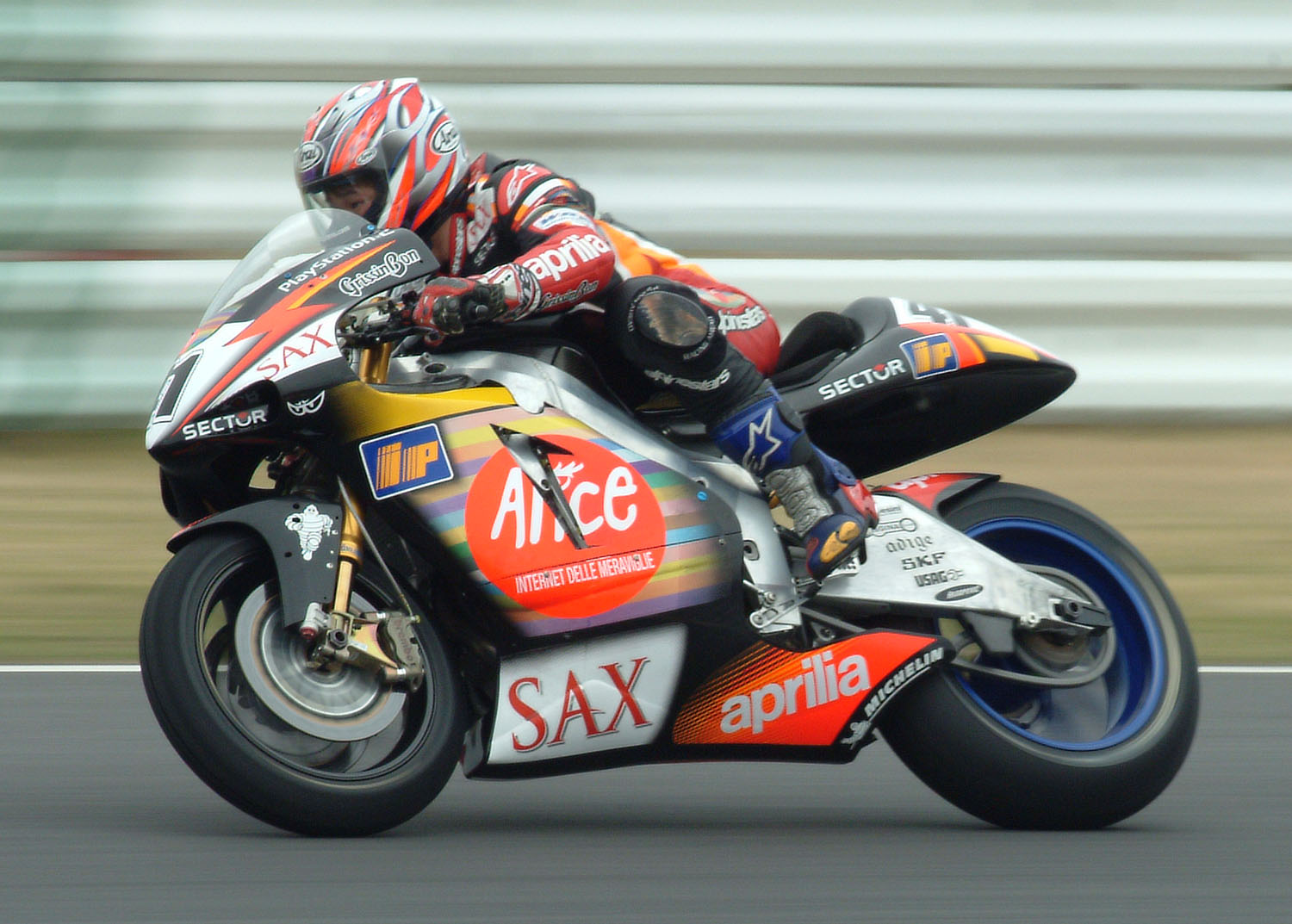
Haga su Aprilia RS Cube nel 2003.

Nel 2000 conclude secondo in campionato, nonostante la squalifica di Kyalami, dove fu trovato positivo all'efedrina ai test antidoping. Senza la squalifica sudafricana, sarebbe rimasto in lotta per il mondiale fino all'ultima gara, tenendo conto che i 25 punti di Kyalami lo tenevano a soli due punti da Edwards. In questa stagione Haga dispone della sua R7 di cilindrata inferiore, con i suoi avversari con moto di cilindrate 1000 cm³.
Nel 2001 Haga viene trasferito dalla Yamaha nella classe 500, alla guida di una Yamaha YZR 500 del team Red Bull Yamaha WCM; a fine anno giunge 14º. Nel 2001 ha corso anche la 8 ore di Suzuka in coppia con Anthony Gobert ma proprio a quest'ultimo cade la catena quando a poco dal termine della gara erano in 5ª posizione.
Nel 2002 Haga decide di tornare nel mondiale Superbike con l'Aprilia. In sella alla RSV1000 si classifica 4º a fine anno, ma ancora una volta per l'anno successivo: 2003, viene spostato in MotoGP per guidare la RS Cube. Da segnalare il GP d'Olanda, dove sotto la pioggia Haga arriva fino al 4º posto, prima di cadere al penultimo giro.
Nel 2004 il giapponese accetta l'offerta del team Renegade Ducati e con una 999 RS ottiene 6 vittorie e si classifica terzo nel mondiale. All'apertura del campionato, a Valencia, durante la prima gara, rompe il cambio mentre lottava per le posizioni di vertice, nella seconda gara riesce invece a vincere. Successivamente vince la gara 1 ad Oschersleben, mentre in gara 2 rompe il motore. Poi una vittoria a Silverstone e un secondo posto e la doppia vittoria a Brands Hatch. Poi nella gara di Imola, Haga cade nella seconda gara, dopo che nella prima era finito sul podio. Così nella prova finale di Magny-Cours Haga riesce comunque ad ottenere un secondo posto e una vittoria.
Nel 2005 Haga torna alla Yamaha, in sella ad una R1, finendo il campionato al terzo posto, con 2 gare vinte, Brands Hatch e Brno. Anche nel 2006 è ancora con la Yamaha e termina terzo nella classifica generale piloti come nel 2005. Nel 2006 inoltre partecipa alla 8 ore di Suzuka (dopo 10 anni dalla sua prima vittoria) ancora con Edwards, ma vengono traditi da un problema meccanico. 
Nel 2007 prosegue nel mondiale Superbike sempre con il team Yamaha Motor Italia con compagno di squadra Troy Corser. Haga ottiene la sua prima vittoria stagionale sul circuito di Donington nella seconda gara giornaliera, si ripete a Monza, vincendo sia gara 1 che gara 2, a Lausitz (vincitore di gara 1) ed a Magny-Cours, dove ottiene la sua seconda doppietta stagionale, chiudendo la stagione in seconda posizione a soli 2 punti dal campione del mondo, James Toseland.
Nel 2009 prende il posto di Troy Bayliss sulla Ducati 1098R del team Ducati Xerox, iniziando la stagione con un primo ed un secondo posto nelle due gare di apertura sul tracciato di Phillip Island, rimontando in entrambi i casi dal 13º posto in griglia e due secondi posti sul circuito di Losail. Sul circuito di Valencia vince entrambe le gare. Con 8 vittorie e 18 podi Haga si presenta all'ultima gara di Portimão con un vantaggio di 10 punti su Ben Spies (suo principale avversario per tutta la stagione), ma una scivolata in gara 1, con relativa vittoria dello statunitense, lo porta a 15 punti di ritardo dalla vetta. Il secondo posto di gara 2 si rivela inutile, perché piazzandosi al quinto posto Spies si laurea campione con 6 punti di vantaggio sul giapponese.

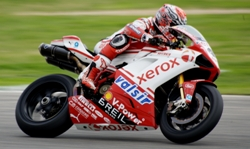
Haga su Ducati 1098R nel 2009.

Nel 2010 viene confermato alla guida della 1098R ufficiale del team Ducati Xerox, stagione che Haga chiude al sesto nella classifica piloti con 258 punti, staccato di 193 punti dal campione del mondo, Max Biaggi. Riesce ad ottenere due vittorie in gara, ma viene sorpassato nel mondiale dalla Ducati 1098R non ufficiale di Carlos Checa.
Nel 2011 sale in sella alla Aprilia RSV4 Factory del team PATA Racing (formatosi dalla fusione tra il team DFX Corse ed il team BRC Racing) terminando il campionato in 8ª posizione con 176 punti.
Per il 2012 abbandona il campionato mondiale per trasferirsi a quello britannico, in sella alla Yamaha YZF-R1 del team Swan Yamaha, a fianco del campione in carica Tommy Hill, chiude all'ottavo posto in classifica conquistando un piazzamento a podio. Nel 2013 torna nel mondiale Superbike partecipando al GP di Imola in sella a una BMW S 1000 RR del team Grillini Dentalmatic. In questa stagione inoltre, inizia a dedicarsi all'attività imprenditoriale nel campo della ristorazione.
Dopo aver vinto la gara al Mugello della Coppa Italia nel 2017, nel 2018 disputa l'intera stagione nel Campionato Italiano Velocità, classe Supersport, in sella ad una Yamaha YZF-R6 del team AG Motorsportitalia chiudendo al sedicesimo posto in classifica. Segue inoltre, con lo stesso team, la carriera motociclistica di due dei suoi figliː Akyto e Ryota, impegnati nella classe Supersport 300. Chiusa l'esperienza nel campionato italiano, decide di concludere la propria carriera.

## Risultati in gara

### Campionato mondiale Superbike
| 1994 | Moto   |  |  |  |  |  |  |  |  |  |  |  |  |    |    |  |  |  |  |  |  |  |  |  |  |  |  |  |  | Punti | Pos. |
| ---- | ------ |  |  |  |  |  |  |  |  |  |  |  |  | -- | -- |  |  |  |  |  |  |  |  |  |  |  |  |  |  | ----- | ---- |
| 1994 | Ducati |  |  |  |  |  |  |  |  |  |  |  |  | 21 | 12 |  |  |  |  |  |  |  |  |  |  |  |  |  |  | 4     | 50º  |

| 1995 | Moto   |  |  |  |  |  |  |  |  |  |  |  |  |  |  |  |  |    |    |  |  |  |  |  |  |  |  |  |  | Punti | Pos. |
| ---- | ------ |  |  |  |  |  |  |  |  |  |  |  |  |  |  |  |  | -- | -- |  |  |  |  |  |  |  |  |  |  | ----- | ---- |
| 1995 | Yamaha |  |  |  |  |  |  |  |  |  |  |  |  |  |  |  |  | 18 | 19 |  |  |  |  |  |  |  |  |  |  | 0     |      |

| 1996 | Moto   |  |  |  |  |  |  |  |  |  |  |  |  |  |  |  |  |   |    |  |  |  |  |  |  |  |  |  |  | Punti | Pos. |
| ---- | ------ |  |  |  |  |  |  |  |  |  |  |  |  |  |  |  |  | - | -- |  |  |  |  |  |  |  |  |  |  | ----- | ---- |
| 1996 | Yamaha |  |  |  |  |  |  |  |  |  |  |  |  |  |  |  |  | 2 | SQ |  |  |  |  |  |  |  |  |  |  | 20    | 22º  |

| 1997 | Moto   |  |  |  |  |  |  |  |  |  |  |  |  |  |  |  |  |  |  |  |  |   |   |   |   |  |  |  |  | Punti | Pos. |
| ---- | ------ |  |  |  |  |  |  |  |  |  |  |  |  |  |  |  |  |  |  |  |  | - | - | - | - |  |  |  |  | ----- | ---- |
| 1997 | Yamaha |  |  |  |  |  |  |  |  |  |  |  |  |  |  |  |  |  |  |  |  | 2 | 1 | 5 | 3 |  |  |  |  | 72    | 13º  |

| 1998 | Moto   |   |   |   |   |   |    |    |   |   |   |     |     |   |   |     |   |    |   |   |    |   |   |     |   |  |  |  |  | Punti | Pos. |
| ---- | ------ | - | - | - | - | - | -- | -- | - | - | - | --- | --- | - | - | --- | - | -- | - | - | -- | - | - | --- | - |  |  |  |  | ----- | ---- |
| 1998 | Yamaha | 3 | 1 | 1 | 1 | 9 | 10 | 10 | 4 | 5 | 7 | Rit | Rit | 7 | 3 | Rit | 1 | 12 | 7 | 9 | 12 | 8 | 8 | Rit | 1 |  |  |  |  | 258   | 6º   |

| 1999 | Moto   |   |     |   |   |    |   |   |     |   |   |     |   |   |     |     |    |   |   |     |     |   |   |   |   |    |   |  |  | Punti | Pos. |
| ---- | ------ | - | --- | - | - | -- | - | - | --- | - | - | --- | - | - | --- | --- | -- | - | - | --- | --- | - | - | - | - | -- | - |  |  | ----- | ---- |
| 1999 | Yamaha | 4 | Rit | 6 | 5 | 10 | 6 | 1 | Rit | 6 | 6 | Rit | 6 | 8 | Rit | Rit | 10 | 7 | 3 | Rit | Rit | 7 | 8 | 5 | 9 | 12 | 4 |  |  | 196   | 7º   |

| 2000 | Moto   |   |    |    |   |   |   |   |   |     |   |   |   |   |     |   |   |   |   |   |   |   |   |   |   |    |    |  |  | Punti | Pos. |
| ---- | ------ | - | -- | -- | - | - | - | - | - | --- | - | - | - | - | --- | - | - | - | - | - | - | - | - | - | - | -- | -- |  |  | ----- | ---- |
| 2000 | Yamaha | 2 | SQ | 10 | 2 | 2 | 4 | 4 | 4 | Rit | 5 | 3 | 1 | 7 | Rit | 3 | 1 | 1 | 2 | 5 | 4 | 3 | 1 | 9 | 5 | SQ | SQ |  |  | 335   | 2º   |

| 2002 | Moto    |   |   |     |   |     |   |   |   |     |   |   |    |   |   |   |   |     |     |   |   |   |   |   |   |   |   |  |  | Punti | Pos. |
| ---- | ------- | - | - | --- | - | --- | - | - | - | --- | - | - | -- | - | - | - | - | --- | --- | - | - | - | - | - | - | - | - |  |  | ----- | ---- |
| 2002 | Aprilia | 2 | 2 | Rit | 6 | Rit | 6 | 3 | 5 | Rit | 3 | 2 | 10 | 4 | 5 | 4 | 3 | Rit | Rit | 4 | 5 | 7 | 4 | 3 | 6 | 5 | 4 |  |  | 278   | 4º   |

| 2004 | Moto   |     |   |   |   |   |   |     |     |   |     |   |   |   |   |   |   |   |   |   |     |   |   |  |  |  |  |  |  | Punti | Pos. |
| ---- | ------ | --- | - | - | - | - | - | --- | --- | - | --- | - | - | - | - | - | - | - | - | - | --- | - | - |  |  |  |  |  |  | ----- | ---- |
| 2004 | Ducati | Rit | 1 | 8 | 6 | 4 | 4 | Rit | Rit | 1 | Rit | 1 | 2 | 6 | 4 | 1 | 1 | 4 | 3 | 4 | Rit | 2 | 1 |  |  |  |  |  |  | 299   | 3º   |

| 2005 | Moto   |   |    |     |     |   |   |    |   |     |   |   |   |   |   |   |   |   |   |   |   |   |    |     |   |  |  |  |  | Punti | Pos. |
| ---- | ------ | - | -- | --- | --- | - | - | -- | - | --- | - | - | - | - | - | - | - | - | - | - | - | - | -- | --- | - |  |  |  |  | ----- | ---- |
| 2005 | Yamaha | 5 | 11 | Rit | Rit | 5 | 4 | 11 | 9 | Rit | 3 | 6 | 6 | 7 | 1 | 2 | 1 | 3 | 2 | 2 | 3 | 3 | AN | Rit | 3 |  |  |  |  | 271   | 3º   |

| 2006 | Moto   |     |   |   |   |   |   |   |   |   |   |   |   |   |   |   |   |     |     |   |   |   |   |   |   |  |  |  |  | Punti | Pos. |
| ---- | ------ | --- | - | - | - | - | - | - | - | - | - | - | - | - | - | - | - | --- | --- | - | - | - | - | - | - |  |  |  |  | ----- | ---- |
| 2006 | Yamaha | Rit | 3 | 4 | 4 | 5 | 5 | 4 | 3 | 2 | 2 | 5 | 3 | 4 | 3 | 3 | 1 | Rit | Rit | 2 | 2 | 4 | 6 | 2 | 4 |  |  |  |  | 326   | 3º   |

| 2007 | Moto   |   |   |   |   |   |   |   |   |   |     |   |   |   |    |     |   |   |   |   |   |   |   |   |   |   |   |  |  | Punti | Pos. |
| ---- | ------ | - | - | - | - | - | - | - | - | - | --- | - | - | - | -- | --- | - | - | - | - | - | - | - | - | - | - | - |  |  | ----- | ---- |
| 2007 | Yamaha | 8 | 4 | 4 | 3 | 4 | 1 | 2 | 3 | 2 | Rit | 1 | 1 | 2 | AN | Rit | 2 | 4 | 4 | 7 | 2 | 1 | 2 | 4 | 3 | 1 | 1 |  |  | 413   | 2º   |

| 2008 | Moto   |    |    |   |   |     |   |     |   |   |   |     |   |   |   |    |   |   |   |    |   |     |     |   |   |   |   |     |    | Punti | Pos. |
| ---- | ------ | -- | -- | - | - | --- | - | --- | - | - | - | --- | - | - | - | -- | - | - | - | -- | - | --- | --- | - | - | - | - | --- | -- | ----- | ---- |
| 2008 | Yamaha | 14 | 13 | 8 | 7 | Rit | 1 | Rit | 2 | 2 | 1 | Rit | 6 | 1 | 1 | 10 | 4 | 6 | 7 | 19 | 2 | Rit | Rit | 1 | 1 | 1 | 2 | Rit | 14 | 327   | 3º   |

| 2009 | Moto   |   |   |   |   |   |   |   |   |   |     |   |   |   |   |   |   |   |     |   |   |   |     |   |   |   |   |     |   | Punti | Pos. |
| ---- | ------ | - | - | - | - | - | - | - | - | - | --- | - | - | - | - | - | - | - | --- | - | - | - | --- | - | - | - | - | --- | - | ----- | ---- |
| 2009 | Ducati | 1 | 2 | 2 | 2 | 1 | 1 | 2 | 1 | 2 | Rit | 1 | 1 | 9 | 8 | 5 | 3 | 3 | Rit | 8 | 6 | 2 | Rit | 1 | 2 | 2 | 1 | Rit | 2 | 456   | 2º   |

| 2010 | Moto   |   |   |   |   |   |   |    |     |    |   |    |    |   |   |   |   |   |   |    |    |     |   |   |   |   |   |  |  | Punti | Pos. |
| ---- | ------ | - | - | - | - | - | - | -- | --- | -- | - | -- | -- | - | - | - | - | - | - | -- | -- | --- | - | - | - | - | - |  |  | ----- | ---- |
| 2010 | Ducati | 3 | 5 | 8 | 8 | 5 | 1 | 10 | Rit | 11 | 6 | 17 | 10 | 3 | 4 | 7 | 9 | 6 | 5 | 14 | 13 | Rit | 1 | 3 | 2 | 7 | 5 |  |  | 258   | 6º   |

| 2011 | Moto    |   |   |   |    |     |   |    |   |   |     |     |   |   |   |    |    |     |     |   |     |   |   |   |    |    |    |  |  | Punti | Pos. |
| ---- | ------- | - | - | - | -- | --- | - | -- | - | - | --- | --- | - | - | - | -- | -- | --- | --- | - | --- | - | - | - | -- | -- | -- |  |  | ----- | ---- |
| 2011 | Aprilia | 9 | 7 | 6 | 17 | Rit | 8 | 16 | 4 | 9 | Rit | Rit | 3 | 6 | 7 | 12 | 10 | Rit | Rit | 3 | Rit | 2 | 2 | 7 | 10 | 15 | 11 |  |  | 176   | 8º   |

| 2013 | Moto |  |  |  |  |  |  |  |  |  |  |  |  |    |    |  |  |  |  |  |  |  |  |  |  |  |  |  |  | Punti | Pos. |
| ---- | ---- |  |  |  |  |  |  |  |  |  |  |  |  | -- | -- |  |  |  |  |  |  |  |  |  |  |  |  |  |  | ----- | ---- |
| 2013 | BMW  |  |  |  |  |  |  |  |  |  |  |  |  | 15 | 15 |  |  |  |  |  |  |  |  |  |  |  |  |  |  | 2     | 41º  |

| Legenda | 1º posto        | 2º posto            | 3º posto           | A punti      | Senza punti        | Grassetto – Pole position Corsivo – Giro più veloce |
| Legenda | Gara non valida | Non qual./Non part. | Ritirato/Non class | Squalificato | '-' Dato non disp. | Grassetto – Pole position Corsivo – Giro più veloce |

### Motomondiale
| 1998 | Classe | Moto   |   |  |  |  |  |  |  |  |  |  |  |  |  |  |  |  | Punti | Pos. |
| ---- | ------ | ------ | - |  |  |  |  |  |  |  |  |  |  |  |  |  |  |  | ----- | ---- |
| 1998 | 500    | Yamaha | 3 |  |  |  |  |  |  |  |  |  |  |  |  |  |  |  | 16    | 20º  |

| 2001 | Classe | Moto   |     |     |    |     |    |    |    |   |    |    |     |     |     |   |   |    | Punti | Pos. |
| ---- | ------ | ------ | --- | --- | -- | --- | -- | -- | -- | - | -- | -- | --- | --- | --- | - | - | -- | ----- | ---- |
| 2001 | 500    | Yamaha | Rit | Rit | 12 | Rit | 10 | 10 | 10 | 4 | 12 | 11 | Rit | Rit | Rit | 8 | 9 | NP | 59    | 14º  |

| 2003 | Classe | Moto    |    |     |    |   |     |    |     |   |     |    |    |    |    |    |    |    | Punti | Pos. |
| ---- | ------ | ------- | -- | --- | -- | - | --- | -- | --- | - | --- | -- | -- | -- | -- | -- | -- | -- | ----- | ---- |
| 2003 | MotoGP | Aprilia | 12 | Rit | 11 | 8 | Rit | 12 | Rit | 7 | Rit | 13 | 15 | 14 | 12 | 12 | 14 | 15 | 47    | 14º  |

| Legenda | 1º posto        | 2º posto            | 3º posto            | A punti      | Senza punti        | Grassetto – Pole position Corsivo – Giro più veloce |
| Legenda | Gara non valida | Non qual./Non part. | Ritirato/Non class. | Squalificato | '-' Dato non disp. | Grassetto – Pole position Corsivo – Giro più veloce |